# Servië op het Junior Eurovisiesongfestival 2014
Servië nam deel aan het Junior Eurovisiesongfestival 2014 op Malta. RTS was verantwoordelijk voor de Servische bijdrage voor de editie van 2014.

## Selectieprocedure
Op 25 juli 2014, werd bekend dat Servië zou terugkeren na een afwezigheid van drie jaar. In 2010 was het de laatste keer dat  Servië aanwezig was op het Junior Eurovisiesongfestival. Op 2 september 2014 werd bekend dat Servië de artiest via een interne selectie zou kiezen. Dit werd uiteindelijk Emilija Đonin met het liedje Svet u mojim očima.

## In Malta
Servië moest als dertiende van de zestien landen aantreden tijdens het Junior Eurovisiesongfestival 2014. Het land eindigde op een tiende plaats met 61 punten. 
2006 · 2007 · 2008 · 2009 · 2010 · 2011-2013 · 2014 · 2015 · 2016 · 2017 · 2018 · 2019 · 2020 · 2021 · 2022 · 2023-2024
Armenië · Bulgarije · Cyprus · Georgië · Italië · Kroatië · Malta · Montenegro · Nederland · Oekraïne · Rusland · San Marino · Servië · Slovenië · Wit-Rusland · Zweden